# حروب البرتغال الاستعمارية

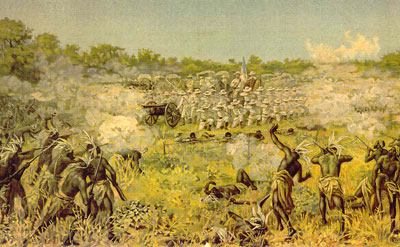
معركة ماراكين في 1895

الحرب الاستعمارية البرتغالية والمعروفة أيضًا في البرتغال باسم حرب ما وراء البحار (Guerra do Ultramar) أو في المستعمرات السابقة باسم حرب التحرير (Guerra de Libertação)، وقد نشبت بين الجيش البرتغالي والحركات الوطنية الناشئة في المستعمرات البرتغالية في إفريقيا بين عامي 1961 و1974.أسقط الانقلاب العسكري في عام 1974 النظام البرتغالي المحافظ والسلطوي في ذلك الوقت، الدولة الجديدة (Estado Novo)، ووضع تغيير الحكومة حدًّا للنزاع. كانت الحرب صراعًا أيديولوجيًا حاسمًا في إفريقيا الناطقة بالبرتغالية والدول المجاورة والبرتغال القارية.
يعتبر النهج التاريخي البرتغالي والدولي السائد أن الحرب الاستعمارية البرتغالية كانت متصورة في ذلك الوقت على أنّها: صراعٌ واحد على ثلاثة مسارح منفصلة للعمليات: أنغولا وغينيا بيساو وموزمبيق (وتضمّن ذلك أحيانًا ضمّ غوا الهندية عام 1961)، بدلًا من عدد من الصراعات المنفصلة التي تساعد فيها الدول الإفريقية الناشئة بعضها خلال الحرب.
على عكس الدول الأوروبية الأخرى خلال الخمسينيات والستينيات من القرن العشرين، لم ينسحب نظام استادو نوفو البرتغالي من مستعمراته الأفريقية، أو من مقاطعات ما بعد البحار (províncias ultramarinas) كما كانت تسمى هذه المناطق رسميًا منذ عام 1951. خلال ستينيات القرن العشرين، أصبحت حركات الاستقلال المسلحة المختلفة نشطة: الحركة الشعبية لتحرير أنغولا وجبهة التحرير الوطني لأنغولا والاتحاد الوطني للاستقلال الكامل لأنغولا في أنغولا والحزب الأفريقي لاستقلال غينيا والرأس الأخضر في غينيا البرتغالية وجبهة تحرير موزمبيق في موزمبيق. خلال النزاع الذي تلا ذلك، ارتكبت جميع القوات الضالعة الفظائع.
طوال تلك الفترة، واجهت البرتغال معارضةً متزايدة، وحظرًا للأسلحة وغيرها من الجزاءات العقابية التي فرضها المجتمع الدولي. بحلول عام 1973، لم تعد الحرب تحظى بشعبيةٍ متزايدة بسبب امتداد أمدها وتكاليفها المالية، وتدهور العلاقات الدبلوماسية مع أعضاء الأمم المتحدة الآخرين، والدور الذي لعبته الحرب دائمًا كعامل لإدامة نظام استادو نوفو المتجذّر وانعدام الديمقراطية في الوضع الراهن.
جاءت نهاية الحرب إثر الانقلاب العسكري لثورة القرنفل في أبريل 1974. أسفر الانسحاب عن نزوح مئات الآلاف من المواطنين البرتغاليين، بالإضافة إلى نزوح الأفراد العسكريين ذوي الأصول الأوروبية والإفريقية والأفراد العسكريين ذوي الأعراق المختلطة من الأراضي البرتغالية السابقة والدول الإفريقية المستقلة حديثًا. تعتبر هذه الهجرة واحدة من أكبر عمليات الهجرة السلمية في تاريخ العالم.
واجهت المستعمرات السابقة مشاكل خطيرة بعد الاستقلال. أسفرت الحروب الأهلية المدمّرة والعنيفة التي أعقبت أنغولا وموزمبيق، والتي استمرت عدة عقود، عن مقتل ملايين الأشخاص، وتسبّبت في أعداد كبيرة من اللاجئين المشرّدين. أدّى الركود الاقتصادي والاجتماعي والاستبداد وانعدام الديمقراطية وغيرها من الحقوق المدنية والسياسية الأولية والفساد والفقر وعدم المساواة والتخطيط المركزي الفاشل إلى تآكل الحماس الثوري الأولي. أصبح مستوى النظام الاجتماعي والتنمية الاقتصادية المماثلة لما كان قائمًا في ظل الحكم البرتغالي، بما في ذلك خلال فترة الحرب الاستعمارية، هدفَ المناطق المستقلة.
أصبحت الأراضي البرتغالية السابقة في إفريقيا دولًا ذات سيادة، إذ تولّى السلطة أغوستينو نيتو في أنغولا وسامورا ماشيل في موزمبيق ولويس كابرال في غينيا بيساو ومانويل بينتو دا كوستا في ساو تومي وبرينسيبي وأريستيدس بيريرا في الرأس الأخضر.

## السياق السياسي

### القرن الخامس عشر
عندما بدأ البرتغاليون بالتجارة على الساحل الغربي لأفريقيا، في القرن الخامس عشر، ركّزوا طاقاتهم على غينيا وأنغولا. أملًا بالحصول على الذهب في البداية، وجدوا سريعًا أن العبيد قد كانوا أهمّ سلعةٍ متوفرة في المنطقة للتصدير. كانت الإمبراطورية الإسلامية رائدة في تجارة الرقيق الأفارقة حينها على مدى قرون ربطتها بتجارة الرقيق العربية. ومع ذلك، فإن البرتغاليين الذين احتلوا ميناء سبتة الإسلامية في عام 1415 وعدة مدنٍ أخرى في المغرب اليوم في حملة صليبية ضد الجيران الإسلاميين، تمكنوا من بسط نفوذهم بنجاح في المنطقة. لكن البرتغاليين لم يثبّتوا أكثر من موطئ قدم في أي مكان.
في غينيا، استحوذ الأوروبيون المتنافسون على جزء كبير من التجارة (خاصة العبيد) بينما حاصر الحكام الأفارقة المحليون البرتغاليين على الساحل. ثم أرسل هؤلاء الحكام الأفارقة المستعبدين إلى الموانئ البرتغالية، أو إلى الحصون في أفريقيا حيث كانوا يُصدَّرون. على بعد آلاف الكيلومترات من الساحل، في أنغولا، وجد البرتغاليون أنه من الصعب جدًا تعزيز أفضليتهم المبكرة ضد زحف منافسيهم الهولنديين والبريطانيين والفرنسيين. ومع ذلك، ظلّت المدن البرتغالية المُحصّنة لِلواندا (التي أسسها 400 مستوطن برتغالي في عام 1587) وبنغويلا (حصن من عام 1587، بلدة من عام 1617) في أيدي البرتغاليين على نحوٍ مستمر تقريبًا.
كما هو الحال في غينيا، أصبحت تجارة الرقيق أساس الاقتصاد المحلي في أنغولا. طافت الرحلات الداخلية أي مكانٍ أبعد لشراء الأسرى التي يبيعها الحكام الأفارقة. وكان المصدر الرئيسي لهؤلاء العبيد هو وقوعهم في الأسر نتيجة لخسارة حرب أو مناوشات عرقية مع القبائل الأفريقية الأخرى. شُحِن أكثر من مليون رجل وامرأة وطفل من أنغولا عبر المحيط الأطلسي. في هذه المنطقة، بخلاف غينيا، ظلّت التجارة إلى حدٍ كبير واقعةً تحت سيطرة البرتغاليين. كانت وجهة جميع العبيد تقريبًا متجهةً إلى البرازيل.
في موزمبيق، التي وصل إليها البحّارة البرتغاليون في القرن الخامس عشر بحثًا عن طريق لتجارة التوابل البحرية، استقر البرتغاليون على طول الساحل وشقّوا طريقهم إلى المناطق النائية بوصف أنفسهم منعزلين (sertanejos). عاش هؤلاء المنعزلون جنبًا إلى جنبٍ مع التجار السواحليين وحتى حصلوا على عمل بين ملوك الشونا كمترجمين ومستشارين سياسيين. تمكن أحد هؤلاء المنعزلين من السفر إلى جميع ممالك شونا تقريبًا، بما في ذلك منطقة العاصمة الإمبراطورية موتابا (Mwenemutapa) بين عامي 1512 و1516.
بحلول ثلاثينيات القرن العشرين، اخترقت عصابات صغيرة من التجار والمنقِبين البرتغاليين المناطق الداخلية بحثًا عن الذهب، حيث أقاموا الحاميات والمراكز التجارية في سينا وتيتي على ضفاف نهر زامبيزي وحاولوا إرساء احتكارٍ لتجارة الذهب. دخل البرتغاليون أخيرًا في علاقات مباشرة مع موتابا في ستينيات القرن السادس عشر. ورغم ذلك، استقر التجار والمستكشفون البرتغاليون في القطاع الساحلي وحققوا نجاحًا أكبر، وأنشأوا معاقل آمنة من منافسيهم الرئيسيين في شرق إفريقيا -العرب العمانيين، بما في ذلك زنجبار.

### التكالب على أفريقيا والحروب العالمية
اعترفت القوى الأوروبية الأخرى بمطالبة البرتغال الاستعمارية بالمنطقة خلال ثمانينيات القرن التاسع عشر، خلال فترة التكالب على إفريقيا، وتوصّلوا إلى اتفاقٍ بشأن الحدود النهائية لأفريقيا البرتغالية من خلال التفاوض في أوروبا في عام 1891. في ذلك الوقت، كانت البرتغال تسيطر سيطرةً فعلية على ما هو أكبر بقليل من الشريط الساحلي لكل من أنغولا وموزامبيق، وأُحرِز تقدمٌ مهم في المناطق الداخلية منذ النصف الأول من القرن التاسع عشر. في أنغولا، بدأ إنشاء خط سكة حديد من لواندا إلى مالانجي، في المرتفعات الخصبة، في عام 1885.
بدأ العمل في عام 1902 على خطٍ تجاري هام من بنغويلا على طول الطريق إلى منطقة كاتانغا بهدف إتاحة الوصول إلى البحر لأغنى منطقة تعدين في الكونغو البلجيكية. وصل الخط إلى حدود الكونغو في عام 1928. في عام 1914، كان لدى كل من أنغولا وموزمبيق حامية للجيش البرتغالي تضم حوالي 2000 رجل من القوات الأفريقية بقيادة ضباطٍ أوروبيين. مع اندلاع الحرب العالمية الأولى في عام 1914، أرسلت البرتغال تعزيزات لكلا المستعمرتين، لأنه كان من المتوقع القتال في المستعمرات الألمانية الإفريقية المجاورة عبر الحدود إلى أراضيها.
بعد أن أعلنت ألمانيا الحرب على البرتغال في مارس 1916، أرسلت الحكومة البرتغالية مزيدًا من التعزيزات إلى موزمبيق (استولى الجنوب أفريقيون على جنوب غرب إفريقيا الألماني عام 1915). دعمت هذه القوات العمليات العسكرية البريطانية والجنوب إفريقية والبلجيكية ضد القوات الاستعمارية الألمانية في شرق إفريقيا الألمانية. في ديسمبر 1917، غزت القوات الاستعمارية الألمانية بقيادة العقيد بول فون ليتو فوربيك موزمبيق من شرق إفريقيا الألمانية. قضت القوات البرتغالية والبريطانية والبلجيكية عام 1918 بأكمله في مطاردة ليتو فوربيك ورجاله في أرجاء موزمبيق وشرق إفريقيا الألمانية وروديسيا الشمالية. أرسلت البرتغال تعزيزات عسكرية مجموع قوامها 40000 جندي إلى أنغولا وموزمبيق خلال الحرب العالمية الأولى.
خلال ذلك الوقت مرّ النظام البرتغالي باضطرابين سياسيين كبيرين: كان الأول تحوّل النظام الملكي إلى جمهوري في عام 1910، والثاني تحوّل نظام الحكم إلى ديكتاتورية عسكرية بعد الانقلاب الذي حدث عام 1926. أدّت هذه التغييرات إلى إحكام السيطرة البرتغالية على أنغولا. في السنوات الأولى من المستعمرة الموسّعة، كانت هناك حرب شبه دائمة بين البرتغاليين ومختلف الحكام الأفارقة في المنطقة. شنّ البرتغاليون حملة ممنهجة من الغزو والتهدئة. غُلِبت وأُلغيت الممالك المحلية واحدةً تلوَ الآخرى.
كانت أنغولا بالكامل تحت السيطرة مع انتصاف عشرينيات القرن العشرين. أُنهيت العبودية رسميًا في إفريقيا البرتغالية، لكن المزارع كانت تُشغّل بنظام القنانة المأجورة من خلال العمالة الأفريقية التي كانت تتألف في غالبيتها العظمى من الإثنية الأفريقية التي لم يكن لديها موارد لسداد الضرائب البرتغالية واعتبرتها السلطات عاطلة عن العمل. بعد الحرب العالمية الثانية والأحداث الأولى لإنهاء الاستعمار، انهار هذا النظام تدريجيًا. ومع ذلك، استمرّ العمل القسري مدفوع الأجر، بما في ذلك عقود العمل مع النقل القسري للأشخاص في العديد من مناطق إفريقيا البرتغالية إلى حين إلغائه أخيرًا في عام 1961.